# 비스트마스터: 최강자 서바이벌 (시즌 1)
《비스트마스터: 최강자 서바이벌 시즌 1》(부제:자비는 없다)은 2017년 넷플릭스에서 방영된 미국의 스포츠 엔터테인먼트 리얼리티 쇼 비스트마스터: 최강자 서바이벌의 첫 번째 시리즈로 2017년 2월 24일 공개되었다.

## 형식
각 에피소드에는 비스트(The Beast)라는 장애물 코스를 달리는 12명의 참가자 (각 국가에서 2명)가 있다. 우승자는 비스트마스터(Beastmaster)로 선정된다. 9명의 비스트마스터는 최종 코스에서 경기를 하여 얼티밋 비스트마스터가 된다.

## 참가국
- 브라질
- 독일
- 일본
- 대한민국
- 멕시코
- 미국

## 코스
장애물 코스는 총 4개의 레벨로 나누며, 참가국 6개국에서 2명씩 총 12명이 참가를 하며, 각 레벨 이후에 가장 높은 점수를 받은 참가자는 계속 이동하지만 점수가 가장 낮은 참가자는 탈락한다.
점수는 레벨 1에서 레벨 3까지 누적되며, 점수가 동률일 경우, 통과 시간이 빠른 참가자가 상위에 위치한다. 레벨 1에서는 상위 8명이 레벨 2에 진출을 하고, 레벨 3는 상위 5명, 레벨 4에는 상위 2명이 진출을 하게 된다.
레벨 4에서는 2명의 참가자가 0점인 상태에서 경쟁을 하며, 점수를 많이 얻은 참가자가 승리를 거두며, 동률일 경우, 가장 높이 올라간 참가자가 승리를 하게 된다.
각 에피소드의 우승자는 비스트마스터라는 타이틀로 선정되어 $10,000의 상금과 함께 마지막 에피소드(에피소드 10)에서 서로 경쟁, 여기에서의 우승자는 얼티밋 비스트마스터에 선정되고 $ 50,000의 상금을 수여받는다.

#### 레벨 1
장애물 1개 당 10점이 걸려있으며, 포인트 쓰러스터를 사용하면 추가 포인트를 얻을 수 있다.
- 조 브레이커 - 일렬의 평행한 수평 막대를 통과한다.
- 마더 텅 - 45°각도와 30ft 길이의 경사로를 올라가 작은 등반 벽으로 뛰어 올라간다.
- 브레인 매터 - 머리 위의 손잡이를 잡고 평균대를 건넌다. 첫 번째 포인트 쓰러스터가 중간에 위치해 있다.
- 쓰롯 이로전 - 산업용 트램펄린에서 점프해 약 4m 높이의 로프 레버를 당겨야 벽을 내려서 통과할 수 있다.
- 페이스플랜트 - 45 °각도로 기울어 지는 플랫폼에서 점프로 다음 체인(때로는 로프)을 잡아 다음 장애물로 이동해야 한다.
- 에너지 코일 - 다양한 높이에 위치한 8개의 기둥형 플랫폼을 뛰어서 이동한다. 두 번째 포인트 스러스터는 사이드 플랫폼 옆에 있다.
- 맥 월 - 압벽등반 벽을 수평으로 이동해 착지 지점으로 도착하면 된다. 주기적으로 자석 홀드가 풀려나 떨어지기 때문에 주의해야 한다. 결승전에서 맥 월 끝에 포인트 쓰러스터가 추가된다.

제한 시간 6분 안에 각 장애물 구성에 따라 참가자는 총 60점 또는 80점(결승전은 90점)을 얻을 수 있다.

#### 레벨 2
장애물 1개 당 20점이 걸려있으며, 포인트 쓰러스터를 사용하면 추가 포인트를 얻을 수 있다.
- 스파이널 어센트 - 움직이는 5개의 플랫폼을 수직 점프로 올라간다.
- 스파이널 디센트 - 엉켜있는 케이블 웹을 통해 아래로 내려 가야하며, 바닥 구석에 포인트 쓰러스터가 있다.
- 스터머크 천 - 다양한 높이의 3개의 회전 플랫폼을 모두 통과해야 한다.
- 다이제스티브 트랙 - 아래로 가라앉는 원통을 올라 다음 장애물로 이동해야 한다.
- 드레드밀 - 공중에 매달린 런닝머신 2개를 건너서 다음 장애물로 이동해야 한다.
- 체인 리액션 - 공중에 매달린 체인을 가로질러 건너야 한다. 포인트 스러스터는 중간에 있다.
- 버티브레이스 - 공중에 매달린 5개의 척추 모양의 후프를 통과해 도착 지점으로 간다.

제한 시간 9분 안에 각 장애물 구성에 따라 참가자는 총 160점 또는 180점을 얻을 수 있다.

#### 레벨 3 (에너지 피라미드)
장애물 1개 당 30점이 걸려있으며, 포인트 쓰러스터를 사용하면 추가 포인트를 얻을 수 있다.
- 이젝터 - 약 22km 속도의 런닝머신 위에서 다음 장애물 코스(프리즘 스트라이크)의 로프 손잡이를 잡아야 한다.
- 프리즘 스트라이크 - 로프 손잡이를 잡고 곡선 트랙을 통과한다. 포인트 쓰러스터는 코스의 중간 지점의 트랙의 측면에 위치한다.
- 코인 크롤 - 9m에 달하는 파이프와 체인으로 만든 구조물을 물에 가라 앉기 전에 통과해야 한다.

코일 크롤이 끝나면 참가자는 두 경로 중 하나를 선택해야 하는데, 참가자가 오른쪽으로 가면, 하나의 장애물만 완료하면 된다.
- 익스트랙션 - 공중에 매달린 기둥들을 잡고 이동해 9m 높이에 플랫폼에 가야 한다.

참가자가 왼쪽으로 가면, 3가지 보너스 장애물을 통과해야 하며, 보너스 장애물은 하나 통과시 40점을 얻을 수 있지만, 실패하면 40점이 감점이 된다.
- 번지 베드 - 고무 밴드에 매달린 플랫폼을 통과해야 하며, 신체의 일부가 매트에 닿으면 실패한다.
- 트리키 트래피즈 - 3개의 공중 그네를 이용해 반대편으로 건너야 한다.
- 웨폰 - 미끄러지는 핸들을 사용하여 V자형 장애물 끝까지 이동해 도착 지점으로 향한다. 첫 번째 코스는 아래로 내려가고, 두 번째 코스는 위로 올라가는 형태이다.

각 장애물 구성에 따라 참가자는 총 240점을 얻을 수 있다.

#### 레벨 4 (파워 소스)
- 파운데이션 - 점점 작아지는 핸드 홀드의 인공암벽을 등반한다.
- 그리드 락 - 약 5cm의 좀은 틈을 이용하여 등반한다.
- 벤틸레이터 - 협소한 공간을 온 몸을 이용해서 올라간다.
- 하이 볼티지 - 2개의 좁은 발판을 딛고 등반한다.
- 파워 소스 정상에 마지막 포인트 쓰러스터가 있다.

2명의 참가자가 0점 상태에서 대결하며, 6분 동안 코스마다 위치한 포인터를 눌러 가장 많은 점수를 획득하면 승리하게 되며, 동률일 경우, 가장 높이 올라간 참가자가 승리한다.

## 에피소드
- 비스트마스터 우승자
- 레벨 완료
- 탈락

#### Ep.1 - 비스트네이션
- 카린 아브라힘 (31세, 헤어 디자이너)
- 히크라두 데 올리베이라 (24세, 파쿠르 강사)
- 마르쿠스 에르텔트 (37세, 배우)
- 시몬 브러너 (18세, 대학생)
- 타케히데 사토 (34세, 크로스핏 코치)
- 토요히코 쿠보타 (40세, 스포츠 스쿨 관장)
- 한면덕 (33세, 피트니스 모델)
- 박희용 (34세, 빙벽 등반가)
- 마티아스 차베스 히메네즈 (29세, 파쿠르 선수)
- 오마르 자미티즈 (36세, 재활 치료 트레이너)
- 시노비 폴리 (31세, 파쿠르 강사)
- 숀 프로보스트 (26세, 장애물 코스 레이서)

#### 레벨 1
| 참가자                   | 점수 | 시간  | 순위 | 결과                  |
| ------------------------ | ---- | ----- | ---- | --------------------- |
| 시몬 브러너              | 70   | 03:05 | 1    | 맥 월에서 탈락        |
| 박희용                   | 70   | 05:50 | 2    | 레벨 1 완료           |
| 마르쿠스 에르텔트        | 50   | 02:19 | 3    | 에너지 코일에서 탈락  |
| 히크라두 데 올리베이라   | 50   | 02:57 | 4    | 맥 월에서 탈락        |
| 숀 프로보스트            | 50   | 04:32 | 5    | 맥 월에서 탈락        |
| 오마르 자미티즈          | 50   | 04:33 | 6    | 맥 월에서 탈락        |
| 시노비 폴리              | 40   | 02:32 | 7    | 에너지 코일에서 탈락  |
| 마티아스 차베스 히메네즈 | 40   | 02:48 | 8    | 에너지 코일에서 탈락  |
| 토요히코 쿠보타          | 40   | 03:08 | 9    | 페이스플랜트에서 탈락 |
| 타케히데 사토            | 40   | 03:28 | 10   | 에너지 코일에서 탈락  |
| 한면덕                   | 30   | 02:22 | 11   | 페이스플랜트에서 탈락 |
| 카린 아브라힘            | 10   | 00:18 | 12   | 마더 텅에서 탈락      |

#### 레벨 2
| 참가자                   | 점수 | 시간  | 순위 | 결과                     |
| ------------------------ | ---- | ----- | ---- | ------------------------ |
| 시몬 브러너              | 210  | 03:41 | 1    | 체인 리액션에서 탈락     |
| 오마르 자미티즈          | 150  | 02:58 | 2    | 드레드밀에서 착지 실패   |
| 박희용                   | 130  | 02:44 | 3    | 스터머크 천에서 탈락     |
| 히크라두 데 올리베이라   | 110  | 02:58 | 4    | 스터머크 천에서 탈락     |
| 마티아스 차베스 히메네즈 | 100  | 02:34 | 5    | 스터머크 천에서 탈락     |
| 마르쿠스 에르텔트        | 50   | 02:25 | 6    | 스파이널 어센트에서 탈락 |
| 숀 프로보스트            | 50   | 03:20 | 7    | 스파이널 어센트에서 탈락 |
| 시노비 폴리              | 40   | 03:16 | 8    | 스파이널 어센트에서 탈락 |

#### 레벨 3
| 참가자                   | 점수 | 시간  | 순위 | 결과               |
| ------------------------ | ---- | ----- | ---- | ------------------ |
| 박희용                   | 340  | 06:19 | 1    | 레벨 3 완료        |
| 시몬 브러너              | 290  | 00:59 | 2    | 번지 베드에서 탈락 |
| 히크라두 데 올리베이라   | 160  | 01:33 | 3    | 번지 베드에서 탈락 |
| 오마르 자미티즈          | 150  | 00:06 | 4    | 이젝터에서 탈락    |
| 마티아스 차베스 히메네즈 | 100  | 00:06 | 5    | 이젝터에서 탈락    |

#### 레벨 4
| 참가자      | 점수 | 높이               | 순위 | 결과         |
| ----------- | ---- | ------------------ | ---- | ------------ |
| 박희용      | 180  | 하이 볼티지 (76ft) | 1    | 비스트마스터 |
| 시몬 브러너 | 180  | 하이 볼티지 (74ft) | 2    | 준우승       |

#### Ep.2 - 금빛 도전
- 요하네스 그멜린 (33세, 크로스핏 체육관 사장)
- 시몬 지 아라우주 (34세, 카포에이라 강사)
- 마르셀 트라트니크 (34세, 인명구조대)
- 다비드 만테이 (20세, 건축학 학생)
- 쇼지 나카야마 (37세, 코미디언)
- 요시후미 후지타 (28세, 스트롱맨)
- 이진봉 (29세, 전 특수부대원)
- 이구훈 (32세, 크로스핏 선수)
- 앙헬리카 "와일드 래빗" 멜로 (20세, 언론학 학생)
- 하코보 루치탄 (26세, 기술 회사 COO)
- 에드 모지즈 (35세, 올림픽 수영선수)
- 해나 잠로즈 (21세, 온라인 PT 트레이너)

#### 레벨 1
| 참가자                      | 점수 | 시간  | 순위 | 결과                 |
| --------------------------- | ---- | ----- | ---- | -------------------- |
| 요하네스 그멜린             | 60   | 03:09 | 1    | 에너지 코일에서 탈락 |
| 에드 모지즈                 | 60   | 04:09 | 2    | 맥 월에서 탈락       |
| 이구훈                      | 60   | 05:47 | 3    | 에너지 코일에서 포기 |
| 이진봉                      | 50   | 02:54 | 4    | 에너지 코일에서 탈락 |
| 하코보 루치탄               | 50   | 03:01 | 5    | 에너지 코일에서 탈락 |
| 다비드 만테이               | 50   | 03:32 | 6    | 맥 월에서 탈락       |
| 쇼지 나카야마               | 40   | 02:48 | 7    | 에너지 코일에서 탈락 |
| 앙헬리카 "와일드 래빗" 멜로 | 40   | 02:54 | 8    | 에너지 코일에서 탈락 |
| 해나 잠로즈                 | 40   | 02:56 | 9    | 에너지 코일에서 탈락 |
| 마르셀 트라트니크           | 40   | 03:24 | 10   | 에너지 코일에서 탈락 |
| 요시후미 후지타             | 40   | 04:26 | 11   | 에너지 코일에서 탈락 |
| 시몬 지 아라우주            | 10   | 00:26 | 12   | 마더 텅에서 탈락     |

#### 레벨 2
| 참가자                      | 점수 | 시간  | 순위 | 결과                     |
| --------------------------- | ---- | ----- | ---- | ------------------------ |
| 요하네스 그멜린             | 160  | 03:54 | 1    | 드레드밀에서 착지 실패   |
| 에드 모지즈                 | 160  | 06:12 | 2    | 드레드밀에서 착지 실패   |
| 이진봉                      | 150  | 05:31 | 3    | 드레드밀로 착지 실패     |
| 다비드 만테이               | 150  | 06:15 | 4    | 드레드밀로 착지 실패     |
| 이구훈                      | 120  | 09:00 | 5    | 스터머크 천에서 시간초과 |
| 앙헬리카 "와일드 래빗" 멜로 | 100  | 03:22 | 6    | 스터머크 천에서 탈락     |
| 하코보 루치탄               | 90   | 08:42 | 7    | 스파이널 디센트에서 탈락 |
| 쇼지 나카야마               | 40   | 03:16 | 8    | 스파이널 어센트에서 탈락 |

#### 레벨 3
| 참가자          | 점수 | 시간  | 순위 | 결과                     |
| --------------- | ---- | ----- | ---- | ------------------------ |
| 다비드 만테이   | 240  | 06:37 | 1    | 트리키 트래피즈에서 탈락 |
| 에드 모지즈     | 220  | 00:36 | 2    | 코일 크롤에서 탈락       |
| 이진봉          | 180  | 00:08 | 3    | 이젝터에서 탈락          |
| 요하네스 그멜린 | 160  | 00:08 | 4    | 이젝터에서 탈락          |
| 이구훈          | 120  | 00:07 | 5    | 이젝터에서 탈락          |

#### 레벨 4
| 참가자        | 점수 | 높이      | 순위 | 결과         |
| ------------- | ---- | --------- | ---- | ------------ |
| 다비드 만테이 | 130  | 그리드 락 | 1    | 비스트마스터 |
| 에드 모지즈   | 120  | 그리드 락 | 2    | 준우승       |

#### Ep.3 - 진화하는 비스트
- 마르셀 스카르핌 (33세, 엔지니어)
- 카롤 발림 (33세, 서커스 공연가)
- 컬스틴 슈슬러 (33세, 스포츠 과학자)
- 조엘 푸시츠키 (26세, 프로 모델)
- 마키 모리시마 (32세, 폴 댄서)
- 히로유키 다나카 (25세, 기술 고문)
- 강경덕 (33세, PT 트레이너)
- 이태영 (29세, 스턴트 감독)
- 페르난도 카사노바 (37세, 음악가)
- 엠마뉴엘 치앙 (22세, 법대생)
- 라이언 스캇 (32세, 재정 고문)
- 스티븐 터커 (29세, 암벽등반 강사)

#### 레벨 1
| 참가자            | 점수 | 시간  | 순위 | 결과                  |
| ----------------- | ---- | ----- | ---- | --------------------- |
| 이태영            | 40   | 02:35 | 1    | 에너지 코일에서 탈락  |
| 조엘 푸시츠키     | 40   | 02:47 | 2    | 맥 월에서 탈락        |
| 마르셀 스카르핌   | 40   | 03:27 | 3    | 맥 월에서 탈락        |
| 라이언 스캇       | 30   | 02:15 | 4    | 에너지 코일에서 탈락  |
| 스티븐 터커       | 30   | 02:16 | 5    | 에너지 코일에서 탈락  |
| 페르난도 카사노바 | 30   | 02:28 | 6    | 에너지 코일에서 탈락  |
| 엠마뉴엘 치앙     | 30   | 02:36 | 7    | 에너지 코일에서 탈락  |
| 마키 모리시마     | 30   | 05:11 | 8    | 에너지 코일에서 탈락  |
| 카롤 발림         | 20   | 02:13 | 9    | 페이스플랜트에서 탈락 |
| 강경덕            | 20   | 02:45 | 10   | 페이스플랜트에서 탈락 |
| 히로유키 다나카   | 20   | 03:56 | 11   | 페이스플랜트에서 탈락 |
| 컬스틴 슈슬러     | 10   | 01:53 | 12   | 쓰롯 이로전에서 탈락  |

#### 레벨 2
| 참가자            | 점수 | 시간  | 순위 | 결과                       |
| ----------------- | ---- | ----- | ---- | -------------------------- |
| 스티븐 터커       | 150  | 04:07 | 1    | 버티브레이스로 착지 실패   |
| 마르셀 스카르핌   | 120  | 03:54 | 2    | 드레드밀로 착지 실패       |
| 라이언 스캇       | 110  | 03:25 | 3    | 드레드밀로 착지 실패       |
| 엠마뉴엘 치앙     | 110  | 04:43 | 4    | 드레드밀로 착지 실패       |
| 페르난도 카사노바 | 90   | 03:14 | 5    | 다이제스티브 트랙에서 탈락 |
| 이태영            | 80   | 03:10 | 6    | 스터머크 천에서 탈락       |
| 조엘 푸시츠키     | 80   | 03:45 | 7    | 스터머크 천에서 탈락       |
| 마키 모리시마     | 70   | 04:57 | 8    | 스터머크 천에서 탈락       |

#### 레벨 3
| 참가자            | 점수 | 시간  | 순위 | 결과                   |
| ----------------- | ---- | ----- | ---- | ---------------------- |
| 엠마뉴엘 치앙     | 270  | 07:31 | 1    | 번지 베드 완료 후 포기 |
| 스티븐 터커       | 210  | 00:21 | 2    | 코일 크롤에서 탈락     |
| 마르셀 스카르핌   | 120  | 00:08 | 3    | 이젝터에서 탈락        |
| 라이언 스캇       | 110  | 00:07 | 4    | 이젝터에서 탈락        |
| 페르난도 카사노바 | 90   | 00:10 | 5    | 이젝터에서 탈락        |

#### 레벨 4
| 참가자        | 점수 | 높이        | 순위 | 결과         |
| ------------- | ---- | ----------- | ---- | ------------ |
| 스티븐 터커   | 170  | 하이 볼티지 | 1    | 비스트마스터 |
| 엠마뉴엘 치앙 | 120  | 그리드 락   | 2    | 준우승       |

#### Ep.4 - 전설의 남자 대 비스트
- 마르셀 스테바닌 (25세, 파쿠르 선수)
- 에두아르도 올리베이라 (33세, 체육교사)
- 필립 메이어 (23세, 군인/브레이크 댄서)
- 조나스 케겔만 (19세, 파쿠르 강사/사업가)
- 유지 우루시하라 (37세, 신발 세일즈맨/사스케 레전드)
- 유키 후쿠모토 (25세, 프로 댄서)
- 김종석 (26세, PT 트레이너)
- 권태호 (31세, 배우/피트니스 모델)
- 유리코 산탄데 (32세, 전기 엔지니어)
- 할릴 알 아카바니 (29세, 가구점 사장)
- 코트니 조이너 (30세, 프로 축구선수)
- 후안 베르나르도 (30세, 형사재판 변호사)

#### 레벨 1
| 참가자                | 점수 | 시간  | 순위 | 결과                  |
| --------------------- | ---- | ----- | ---- | --------------------- |
| 유지 우루시하라       | 70   | 05:22 | 1    | 레벨 1 완료           |
| 조나스 케겔만         | 60   | 02:32 | 2    | 에너지 코일에서 탈락  |
| 마르셀 스테바닌       | 60   | 02:48 | 3    | 맥 월에서 탈락        |
| 권태호                | 60   | 02:54 | 4    | 맥 월에서 탈락        |
| 필립 메이어           | 60   | 03:15 | 5    | 에너지 코일에서 탈락  |
| 할릴 알 아카바니      | 60   | 03:58 | 6    | 맥 월에서 탈락        |
| 김종석                | 40   | 01:52 | 7    | 페이스플랜트에서 탈락 |
| 에두아르도 올리베이라 | 40   | 02:13 | 8    | 페이스플랜트에서 탈락 |
| 후안 베르나르도       | 40   | 02:43 | 9    | 페이스플랜트에서 탈락 |
| 유리코 산탄데         | 40   | 03:53 | 10   | 페이스플랜트에서 탈락 |
| 코트니 조이너         | 30   | 04:52 | 11   | 쓰롯 이로전에서 탈락  |
| 유키 후쿠모토         | 10   | 00:24 | 12   | 마더 텅에서 탈락      |

#### 레벨 2
| 참가자                | 점수 | 시간  | 순위 | 결과                     |
| --------------------- | ---- | ----- | ---- | ------------------------ |
| 권태호                | 220  | 04:28 | 1    | 레벨 2 완료              |
| 필립 메이어           | 180  | 04:44 | 2    | 체인 리액션에서 탈락     |
| 마르셀 스테바닌       | 160  | 02:15 | 3    | 드레드밀로 착지 실패     |
| 에두아르도 올리베이라 | 120  | 04:02 | 4    | 드레드밀로 착지 실패     |
| 유지 우루시하라       | 110  | 01:59 | 5    | 스파이널 디센트에서 탈락 |
| 조나스 케겔만         | 100  | 01:40 | 6    | 스터머크 천에서 탈락     |
| 할릴 알 아카바니      | 60   | 03:32 | 7    | 스파이널 어센트에서 탈락 |
| 김종석                | 40   | 04:23 | 8    | 스파이널 어센트에서 탈락 |

#### 레벨 3
| 참가자                | 점수 | 시간  | 순위 | 결과                 |
| --------------------- | ---- | ----- | ---- | -------------------- |
| 권태호                | 270  | 01:21 | 1    | 번지 베드에서 탈락   |
| 필립 메이어           | 240  | 00:44 | 2    | 코일 크롤에서 탈락   |
| 마르셀 스테바닌       | 160  | 00:04 | 3    | 이젝터에서 탈락      |
| 에두아르도 올리베이라 | 120  | 00:06 | 4    | 드레드밀로 착지 실패 |
| 유지 우루시하라       | 110  | 00:06 | 5    | 이젝터에서 탈락      |

#### 레벨 4
| 참가자      | 점수 | 높이        | 순위 | 결과         |
| ----------- | ---- | ----------- | ---- | ------------ |
| 필립 메이어 | 180  | 하이 볼티지 | 1    | 비스트마스터 |
| 권태호      | 140  | 그리드 락   | 2    | 준우승       |

#### Ep.5 - 정신력 대결
- 알프레도 베르무데스 (34세, 곡예사)
- 치코 살가도 (33세, 무술 강사)
- 미카엘 펠라 (26세, 변호사)
- 필립 헬 (25세, 소프트웨어 개발자)
- 사토시 마사토 (38세, 팔씨름 선수)
- 도모미치 시오자키 (28세, 소방관)
- 김건담 (35세, PT 트레이너)
- 장성순 (30세, 수영 코치)
- 조르지나 "지나" 카스티요 (34세, 싱글맘)
- 로베르토 페레즈 (25세, 화학 공학과 학생)
- 찰스 로빈슨 (25세, 은퇴한 해병대원)
- 토드 와이즈 (29세, 크로스핏 체육관 관장)

#### 레벨 1
| 참가자                   | 점수 | 시간  | 순위 | 결과                  |
| ------------------------ | ---- | ----- | ---- | --------------------- |
| 로베르토 페레즈          | 40   | 01:40 | 1    | 레벨 1 완료           |
| 필립 헬                  | 30   | 01:50 | 2    | 에너지 코일에서 포기  |
| 찰스 로빈슨              | 30   | 01:52 | 3    | 맥 월에서 탈락        |
| 치코 살가도              | 30   | 02:30 | 4    | 맥 월에서 탈락        |
| 알프레도 베르무데스      | 30   | 02:38 | 5    | 맥 월에서 탈락        |
| 사토시 마사토            | 30   | 02:48 | 6    | 맥 월에서 탈락        |
| 도모미치 시오자키        | 30   | 02:51 | 7    | 맥 월에서 탈락        |
| 토드 와이즈              | 20   | 01:03 | 8    | 에너지 코일에서 탈락  |
| 김건담                   | 20   | 01:04 | 9    | 에너지 코일에서 탈락  |
| 조르지나 "지나" 카스티요 | 20   | 01:05 | 10   | 에너지 코일에서 탈락  |
| 장성순                   | 20   | 01:41 | 11   | 에너지 코일에서 탈락  |
| 미카엘 펠라              | 10   | 00:58 | 12   | 페이스플랜트에서 탈락 |

#### 레벨 2
| 참가자              | 점수 | 시간  | 순위 | 결과                     |
| ------------------- | ---- | ----- | ---- | ------------------------ |
| 로베르토 페레즈     | 180  | 02:48 | 1    | 체인 리액션에서 탈락     |
| 찰스 로빈슨         | 150  | 04:15 | 2    | 체인 리액션에서 탈락     |
| 필립 헬             | 130  | 02:43 | 3    | 체인 리액션에서 탈락     |
| 도모미치 시오자키   | 110  | 04:32 | 4    | 드레드밀로 착지 실패     |
| 알프레도 베르무데스 | 110  | 05:09 | 5    | 드레드밀에서 착지 실패   |
| 사토시 마사토       | 110  | 05:12 | 6    | 드레드밀로 착지 실패     |
| 치코 살가도         | 30   | 02:26 | 7    | 스파이널 어센트에서 실격 |
| 토드 와이즈         | 20   | 03:16 | 8    | 스파이널 어센트에서 탈락 |

#### 레벨 3
| 참가자              | 점수 | 시간  | 순위 | 결과                       |
| ------------------- | ---- | ----- | ---- | -------------------------- |
| 로베르토 페레즈     | 310  | 03:48 | 1    | 번지 베드 완료 후 포기     |
| 찰스 로빈슨         | 200  | 01:14 | 2    | 번지 베드에서 탈락         |
| 필립 헬             | 180  | 01:10 | 3    | 번지 베드에서 탈락         |
| 알프레도 베르무데스 | 140  | 00:03 | 4    | 프리즘 스트라이크에서 탈락 |
| 도모미치 시오자키   | 110  | 00:06 | 5    | 이젝터에서 탈락            |

#### 레벨 4
| 참가자          | 점수 | 높이        | 순위 | 결과         |
| --------------- | ---- | ----------- | ---- | ------------ |
| 로베르토 페레즈 | 180  | 하이 볼티지 | 1    | 비스트마스터 |
| 찰스 로빈슨     | 110  | 그리드 락   | 2    | 준우승       |

#### Ep.6 - 미녀와 비스트
- 기예르메 메데이로스 (35세, BOPE 소속 경관)
- 펠리페 영 (25세, 서커스 곡예사)
- 실케 솔프랑크 (18세, 학생)
- 마르코 세룰로 (27세, 바텐더)
- 에이지 셈바 (28세, 피트니스 강사)
- 아키오 시모후지 (29세, 사무직원)
- 김현호 (30세, 크로스핏 트레이너)
- 오대성 (31세, PT 트레이너)
- 홀리오 코르도바 (28세, 주짓수 선수)
- 산티아고 로페즈 (29세, 와인 제조업)
- 트레버 카터 (32세, 소방관)
- 린제이 앤드류 (33세, 크로스핏 선수)

#### 레벨 1
| 참가자              | 점수 | 시간  | 순위 | 결과                  |
| ------------------- | ---- | ----- | ---- | --------------------- |
| 마르코 세룰로       | 50   | 03:03 | 1    | 맥 월에서 탈락        |
| 펠리페 영           | 50   | 03:04 | 2    | 맥 월에서 탈락        |
| 김현호              | 50   | 04:02 | 3    | 맥 월에서 탈락        |
| 아키오 시모후지     | 50   | 04:17 | 4    | 맥 월에서 탈락        |
| 실케 솔프랑크       | 30   | 01:43 | 5    | 페이스플랜트에서 탈락 |
| 오대성              | 30   | 01:45 | 6    | 페이스플랜트에서 탈락 |
| 산티아고 로페즈     | 30   | 01:46 | 7    | 페이스플랜트에서 탈락 |
| 트레버 카터         | 30   | 01:50 | 8    | 페이스플랜트에서 탈락 |
| 기예르메 메데이로스 | 30   | 01:55 | 9    | 페이스플랜트에서 탈락 |
| 홀리오 코르도바     | 30   | 02:00 | 10   | 페이스플랜트에서 탈락 |
| 에이지 셈바         | 10   | 00:20 | 11   | 마더 텅에서 탈락      |
| 린제이 앤드류       | 10   | 00:21 | 12   | 마더 텅에서 탈락      |

#### 레벨 2
| 참가자          | 점수 | 시간  | 순위 | 결과                     |
| --------------- | ---- | ----- | ---- | ------------------------ |
| 김현호          | 150  | 03:35 | 1    | 체인 리액션에서 탈락     |
| 아키오 시모후지 | 150  | 04:32 | 2    | 체인 리액션에서 탈락     |
| 산티아고 로페즈 | 110  | 02:31 | 3    | 드레드밀에서 착지 실패   |
| 실케 솔프랑크   | 90   | 03:01 | 4    | 페이스플랜트에서 탈락    |
| 트레버 카터     | 90   | 03:30 | 5    | 스터머크 천에서 탈락     |
| 펠리페 영       | 50   | 04:00 | 6    | 스파이널 어센트에서 탈락 |
| 마르코 세룰로   | 50   | 04:15 | 7    | 스파이널 어센트에서 탈락 |
| 오대성          | 30   | 02:02 | 8    | 스파이널 어센트에서 탈락 |

#### 레벨 3
| 참가자          | 점수 | 시간  | 순위 | 결과                     |
| --------------- | ---- | ----- | ---- | ------------------------ |
| 김현호          | 240  | 01:09 | 1    | 익스트랙션에서 탈락      |
| 산티아고 로페즈 | 200  | 03:07 | 2    | 트리키 트래피즈에서 탈락 |
| 트레버 카터     | 180  | 01:24 | 3    | 익스트랙션에서 탈락      |
| 실케 솔프랑크   | 180  | 01:36 | 4    | 익스트랙션에서 탈락      |
| 아키오 시모후지 | 150  | 00:08 | 5    | 이젝터에서 탈락          |

#### 레벨 4
| 참가자          | 점수 | 높이      | 순위 | 결과         |
| --------------- | ---- | --------- | ---- | ------------ |
| 김현호          | 120  | 그리드 락 | 1    | 비스트마스터 |
| 산티아고 로페즈 | 100  | 그리드 락 | 2    | 준우승       |

#### Ep.7 - 비스트모드
- 펠리페 카마르고 (24세, 프로 등반가)
- 세자르 쿠르티 (29세, 마하무드라 강사)
- 루드비히 헤펠레 (18세, 물리학과 학생)
- 스테판 짐메르만 (25세, 심리학자)
- 다이고 나카노 (28세, 물리 치료사)
- 카오리 사카이 (30세, 고객 서비스 담당자)
- 김우철 (34세, 농구 선수)
- 방창석 (35세, 전 특수부대원)
- 따일리 아메즈쿠아 (37세, 드라마 배우)
- 이반 제페다 (20세, 치어리더)
- 브랜든 더글라스 (27세, 파쿠르 선수)
- 미미 보니 (31세, 기업가/CEO)

#### 레벨 1
| 참가자            | 점수 | 시간  | 순위 | 결과                  |
| ----------------- | ---- | ----- | ---- | --------------------- |
| 김우철            | 70   | 04:31 | 1    | 맥 월에서 탈락        |
| 펠리페 카마르고   | 70   | 05:10 | 2    | 레벨 1 완료           |
| 방창석            | 70   | 05:34 | 3    | 레벨 1 완료           |
| 루드비히 헤펠레   | 60   | 03:07 | 4    | 맥 월에서 탈락        |
| 이반 제페다       | 50   | 02:22 | 5    | 에너지 코일에서 탈락  |
| 스테판 짐메르만   | 50   | 03:05 | 6    | 에너지 코일에서 탈락  |
| 다이고 나카노     | 50   | 04:03 | 7    | 에너지 코일에서 탈락  |
| 세자르 쿠르티     | 40   | 02:08 | 8    | 페리스플랜트에서 탈락 |
| 카오리 사카이     | 40   | 02:10 | 9    | 페리스플랜트에서 탈락 |
| 따일리 아메즈쿠아 | 30   | 01:19 | 10   | 쓰롯 이로전에서 탈락  |
| 미미 보니         | 30   | 04:23 | 11   | 쓰롯 이로전에서 탈락  |
| 브랜든 더글라스   | 20   | 00:21 | 12   | 브레인 매터에서 탈락  |

#### 레벨 2
| 참가자          | 점수 | 시간  | 순위 | 결과                       |
| --------------- | ---- | ----- | ---- | -------------------------- |
| 펠리페 카마르고 | 170  | 03:52 | 1    | 드레드밀에서 탈락          |
| 루드비히 헤펠레 | 160  | 06:07 | 2    | 드레드밀에서 착지 실패     |
| 방창석          | 150  | 03:35 | 3    | 다이제스티브 트랙에서 탈락 |
| 세자르 쿠르티   | 140  | 03:40 | 4    | 드레드밀로 착지 실패       |
| 이반 제페다     | 130  | 03:46 | 5    | 스터머크 천에서 탈락       |
| 김우철          | 110  | 08:42 | 6    | 스파이널 디센트에서 탈락   |
| 스테판 짐메르만 | 50   | 02:26 | 7    | 스파이널 어센트에서 탈락   |
| 다이고 나카노   | 50   | 03:16 | 8    | 스파이널 어센트에서 탈락   |

#### 레벨 3
| 참가자          | 점수 | 시간  | 순위 | 결과                       |
| --------------- | ---- | ----- | ---- | -------------------------- |
| 펠리페 카마르고 | 260  | 02:00 | 1    | 익스트랙션에서 탈락        |
| 루드비히 헤펠레 | 250  | 01:07 | 2    | 익스트랙션에서 탈락        |
| 세자르 쿠르티   | 200  | 00:15 | 3    | 코일 크롤에서 탈락         |
| 이반 제페다     | 160  | 00:06 | 4    | 프리즘 스트라이크에서 탈락 |
| 방창석          | 150  | 00:12 | 5    | 이젝터에서 탈락            |

#### 레벨 4
| 참가자          | 점수 | 높이        | 순위 | 결과         |
| --------------- | ---- | ----------- | ---- | ------------ |
| 펠리페 카마르고 | 200  | 레벨 4 완료 | 1    | 비스트마스터 |
| 루드비히 헤펠레 | 130  | 그리드 락   | 2    | 준우승       |

#### Ep.8 - 형제의 대결
- 하파엘 피콜로 (31세, 서핑 강사)
- 마르셀로 뮤노스 (23세, 트라이애슬론 선수)
- 줄리아 하비츠라이너 (30세, 의대생)
- 아드리엔 느구아-느갈리 (19세, 이사 업체 직원/학생)
- 타비토 오카야수 (29세, 배우)
- 요시타로 후지와라 (27세, 프로 트레이너)
- 김윤환 (22세, 체조 전공 대학생/형)
- 김윤경 (20세, 체조 전공 대학생/동생)
- 아드리안 라야 (31세, 프렌테니스 선수)
- 클라우디아 로페즈 (33세, 변호사)
- 아이제이아 스텐백 (31세, 전 NFL 선수)
- 조나단 콜린스 (33세, 모델)

#### 레벨 1
| 참가자                 | 점수 | 시간  | 순위 | 결과                  |
| ---------------------- | ---- | ----- | ---- | --------------------- |
| 조나단 콜린스          | 70   | 03:52 | 1    | 맥 월에서 탈락        |
| 아드리엔 느구아-느갈리 | 60   | 02:32 | 2    | 에너지 코일에서 포기  |
| 타비토 오카야수        | 60   | 03:10 | 3    | 맥 월에서 탈락        |
| 김윤경                 | 60   | 03:33 | 4    | 맥 월에서 탈락        |
| 김윤환                 | 60   | 05:01 | 5    | 맥 월에서 탈락        |
| 아드리안 라야          | 40   | 01:52 | 6    | 페이스플랜트에서 탈락 |
| 마르셀로 뮤노스        | 40   | 02:07 | 7    | 페이스플랜트에서 탈락 |
| 요시타로 후지와라      | 40   | 02:36 | 8    | 페이스플랜트에서 탈락 |
| 하파엘 피콜로          | 40   | 02:45 | 9    | 페이스플랜트에서 탈락 |
| 줄리아 하비츠라이너    | 30   | 01:25 | 10   | 쓰롯 이로전에서 탈락  |
| 아이제이아 스텐백      | 10   | 00:26 | 11   | 마더 텅에서 탈락      |
| 클라우디아 로페즈      | 10   | 00:29 | 12   | 마더 텅에서 탈락      |

#### 레벨 2
| 참가자                 | 점수 | 시간  | 순위 | 결과                       |
| ---------------------- | ---- | ----- | ---- | -------------------------- |
| 김윤경                 | 180  | 05:01 | 1    | 체인 리액션에서 탈락       |
| 조나단 콜린스          | 170  | 04:54 | 2    | 드레드밀로 착지 실패       |
| 아드리엔 느구아-느갈리 | 120  | 02:37 | 3    | 스터머크 천에서 탈락       |
| 타비토 오카야수        | 120  | 03:22 | 4    | 다이제스티브 트랙에서 탈락 |
| 요시타로 후지와라      | 120  | 04:10 | 5    | 드레드밀로 착지 실패       |
| 아드리안 라야          | 100  | 02:17 | 6    | 다이제스티브 트랙에서 탈락 |
| 김윤환                 | 60   | 01:23 | 7    | 스파이널 어센트에서 탈락   |
| 마르셀로 뮤노스        | 40   | 02:07 | 8    | 스파이널 어센트에서 탈락   |

#### 레벨 3
| 참가자                 | 점수 | 시간  | 순위 | 결과                |
| ---------------------- | ---- | ----- | ---- | ------------------- |
| 조나단 콜린스          | 260  | 02:26 | 1    | 익스트랙션에서 탈락 |
| 김윤경                 | 240  | 01:01 | 2    | 코일 크롤에서 탈락  |
| 타비토 오카야수        | 170  | 02:00 | 3    | 번지 베드에서 탈락  |
| 아드리엔 느구아-느갈리 | 120  | 00:06 | 4    | 이젝터에서 탈락     |
| 요시타로 후지와라      | 120  | 00:08 | 5    | 이젝터에서 탈락     |

#### 레벨 4
| 참가자        | 점수 | 높이      | 순위 | 결과         |
| ------------- | ---- | --------- | ---- | ------------ |
| 조나단 콜린스 | 120  | 그리드 락 | 1    | 비스트마스터 |
| 김윤경        | 110  | 그리드 락 | 2    | 준우승       |

#### Ep.9 - 마지막 찬스
- 미렐라 아라우조 (39세, 댄서)
- 브루노 노게이라 (30세, 미 육군 베테랑)
- 알렉산더 슈미트 (24세, 프로 곡예사)
- 남보 (25세, 기계 공학 전공 학생)
- 미츠테루 타나카 (28세, 머슬맨 유튜버)
- 케이타 오무라 (29세, 홍보)
- 유우성 (35세, MMA 파이터)
- 김태윤 (26세, 파쿠르 코치)
- 아만카이 "마키" 곤잘레스 (26세, 운동선수 대변인/모델)
- 아베 그린 (32세, 그래픽 디자이너)
- 켄 코리글리아노 (35세, 공군 소령)
- 브라이언 레나드 (30세, PT 트레이너)

#### 레벨 1
| 참가자                   | 점수 | 시간  | 순위 | 결과                      |
| ------------------------ | ---- | ----- | ---- | ------------------------- |
| 김태윤                   | 50   | 03:02 | 1    | 에너지 코일에서 탈락      |
| 켄 코리글리아노          | 50   | 03:59 | 2    | 맥 월에서 탈락            |
| 미츠테루 타나카          | 50   | 04:21 | 3    | 맥 월에서 탈락            |
| 브루노 노게이라          | 50   | 04:52 | 4    | 맥 월에서 탈락            |
| 남보                     | 50   | 05:26 | 5    | 맥 월에서 탈락            |
| 브라이언 레나드          | 40   | 02:43 | 6    | 에너지 코일에서 탈락      |
| 케이타 오무라            | 30   | 02:34 | 7    | 페이스플랜트에서 탈락     |
| 유우성                   | 30   | 02:46 | 8    | 페이스플랜트에서 탈락     |
| 알렉산더 슈미트          | 30   | 02:53 | 9    | 페이스플랜트에서 탈락     |
| 아베 그린                | 30   | 04:27 | 10   | 페이스플랜트에서 탈락     |
| 아만카이 "마키" 곤잘레스 | 30   | 06:00 | 11   | 페이스플랜트에서 시간초과 |
| 미렐라 아라우조          | 10   | 00:45 | 12   | 마더 텅에서 탈락          |

#### 레벨 2
| 참가자          | 점수 | 시간  | 순위 | 결과                       |
| --------------- | ---- | ----- | ---- | -------------------------- |
| 김태윤          | 150  | 06:44 | 1    | 드레드밀로 착지 실패       |
| 켄 코리글리아노 | 150  | 06:56 | 2    | 드레드밀로 착지 실패       |
| 남보            | 130  | 09:53 | 3    | 다이제스티브 트랙에서 탈락 |
| 브루노 노게이라 | 110  | 07:29 | 4    | 다이제스티브 트랙에서 탈락 |
| 브라이언 레나드 | 100  | 05:05 | 5    | 다이제스티브 트랙에서 탈락 |
| 미츠테루 타나카 | 90   | 06:54 | 6    | 스터머크 천에서 탈락       |
| 유우성          | 70   | 08:41 | 7    | 스터머크 천에서 탈락       |
| 케이타 오무라   | 30   | 03:12 | 8    | 스파이널 어센트에서 탈락   |

#### 레벨 3
| 참가자          | 점수 | 시간  | 순위 | 결과               |
| --------------- | ---- | ----- | ---- | ------------------ |
| 켄 코리글리아노 | 280  | 11:12 | 1    | 웨폰에서 탈락      |
| 남보            | 180  | 12:48 | 2    | 번지 베드에서 탈락 |
| 브루노 노게이라 | 170  | 07:51 | 3    | 코일 크롤에서 탈락 |
| 브라이언 레나드 | 150  | 06:00 | 4    | 번지 베드에서 탈락 |
| 김태윤          | 150  | 06:44 | 5    | 이젝터에서 탈락    |

#### 레벨 4
| 참가자          | 점수 | 높이       | 순위 | 결과         |
| --------------- | ---- | ---------- | ---- | ------------ |
| 켄 코리글리아노 | 140  | 벤틸레이터 | 1    | 비스트마스터 |
| 남보            | 120  | 그리드 락  | 2    | 준우승       |

#### Ep.10 - 시즌 최종화
- 박희용 (34세, 빙벽 등반가)
- 다비드 만테이 (20세, 건축학 학생)
- 스티븐 터커 (29세, 암벽등반 강사)
- 필립 메이어 (23세, 군인/브레이크 댄서)
- 로베르토 페레즈 (25세, 화학 공학과 학생)
- 김현호 (30세, 크로스핏 트레이너)
- 펠리페 카마르고 (24세, 프로 등반가)
- 조나단 콜린스 (33세, 모델)
- 켄 코리글리아노 (35세, 공군 소령)

#### 레벨 1
| 참가자          | 점수 | 시간  | 순위 | 결과                 |
| --------------- | ---- | ----- | ---- | -------------------- |
| 로베르토 페레즈 | 80   | 03:30 | 1    | 레벨 1 완료          |
| 펠리페 카마르고 | 80   | 05:24 | 2    | 레벨 1 완료          |
| 박희용          | 80   | 05:40 | 3    | 레벨 1 완료          |
| 조나단 콜린스   | 70   | 04:03 | 4    | 맥 월에서 탈락       |
| 켄 코리글리아노 | 60   | 04:59 | 5    | 맥 월에서 탈락       |
| 김현호          | 50   | 02:58 | 6    | 에너지 코일에서 탈락 |
| 필립 메이어     | 50   | 03:18 | 6    | 에너지 코일에서 탈락 |
| 스티븐 터커     | 50   | 03:29 | 7    | 맥 월에서 탈락       |
| 다비드 만테이   | 40   | 04:31 | 8    | 에너지 코일에서 탈락 |

#### 레벨 2
| 참가자          | 점수 | 시간  | 순위 | 결과                                      |
| --------------- | ---- | ----- | ---- | ----------------------------------------- |
| 박희용          | 200  | 06:12 | 1    | 체인 리액션에서 탈락                      |
| 조나단 콜린스   | 190  | 04:56 | 2    | 체인 리액션에서 탈락                      |
| 펠리페 카마르고 | 180  | 03:39 | 3    | 다이제스티브 트랙에서 탈락                |
| 켄 코리글리아노 | 160  | 03:45 | 4    | 드레드밀로 착지 실패 / 다리 부상으로 탈락 |
| 로베르토 페레즈 | 140  | 02:03 | 5    | 스터머크 천에서 탈락                      |
| 김현호          | 50   | 00:22 | 6    | 스파이널 어센트에서 탈락                  |

#### 레벨 3
| 참가자          | 점수 | 시간  | 순위 | 결과                         |
| --------------- | ---- | ----- | ---- | ---------------------------- |
| 펠리페 카마르고 | 420  | 05:39 | 1    | 레벨 3 완료                  |
| 박희용          | 410  | 06:19 | 2    | 레벨 3 완료                  |
| 조나단 콜린스   | 360  | 06:59 | 3    | 트리키 트래피즈 완료 후 포기 |

#### 레벨 4
| 참가자          | 점수 | 높이                      | 순위 | 결과                |
| --------------- | ---- | ------------------------- | ---- | ------------------- |
| 펠리페 카마르고 | 160  | 하이 볼티지 (연장전 승리) | 1    | 얼티밋 비스트마스터 |
| 박희용          | 160  | 하이 볼티지 (연장전 패배) | 2    | 준우승              |